# John Balliol

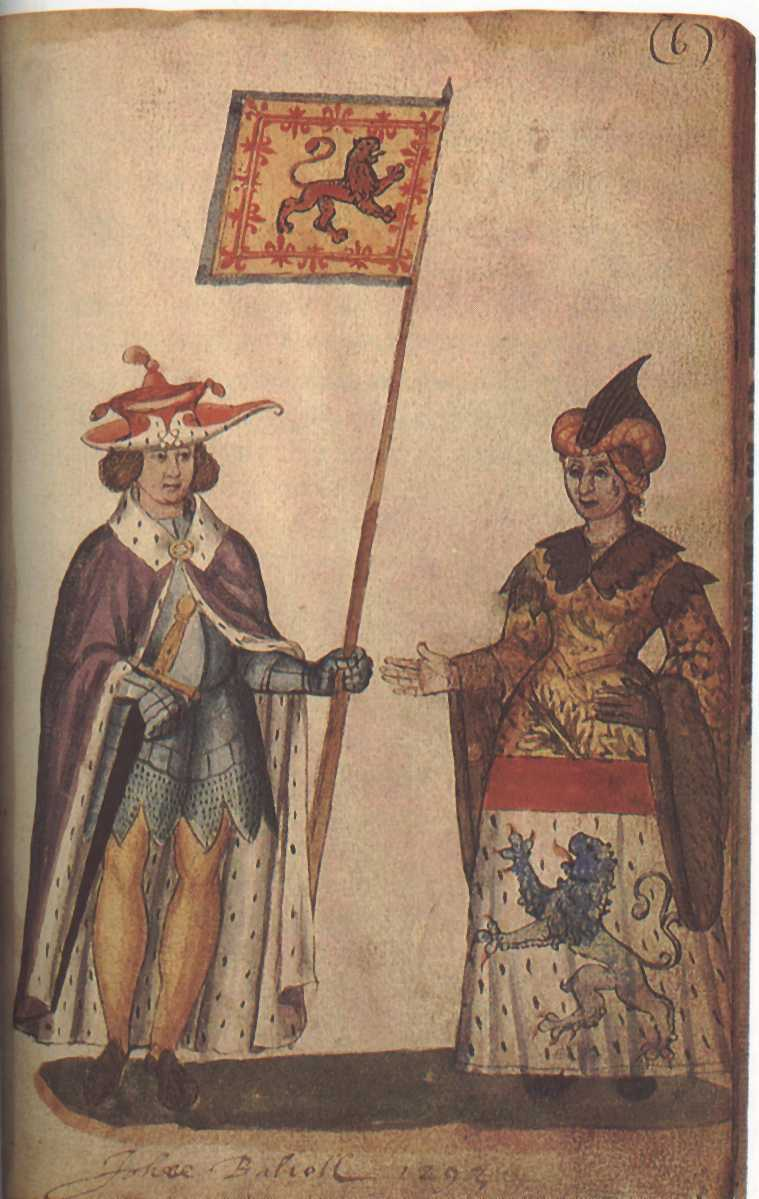
John Balliol en zijn vrouw

John Balliol (?, rond 1240 of 1249/50 - in Picardië, tussen 4 maart 1313 en 4 januari 1314) was in 1290 een van de dertien kandidaten voor de Schotse kroon. Hij kreeg de steun van de clan van de Comyns. Koning Eduard I van Engeland werd door de Schotse clans aangewezen als "scheidsrechter". Hij wees Balliol aan, die daarmee min of meer een vazal werd van de Engelse koning. John Balliol regeerde van 1291 tot 1296. Hij was de zoon van John Balliol, vijfde baron van Balliol, en vrouwe Dervorguilla van Galloway.

## Robert the Bruce en John Balliol
Robert the Bruce, die later zelf koning zou worden, had via een grootvader familiebanden met het vroegere Schotse vorstenhuis. Hij steunde de regering van John Balliol niet. Balliols val werd ingeluid toen Edward hem vroeg om mee ten oorlog te trekken tegen Frankrijk. Hij weigerde en sloot in plaats daarvan een pact met Frankrijk en Noorwegen: de auld alliance. Robert verleende de Engelse koning steun toen deze Schotland binnen viel. Balliol werd verslagen, gedwongen af te treden en vervangen door zijn schoonvader John de Warenne als Engels stadhouder van Schotland. Hij werd opgesloten in de Tower. De koningstekenen werden verwijderd van zijn mantel; dit leverde hem de bijnaam "Toom tabard" (lege jas) op. Na enige tijd mocht hij in Franse ballingschap gaan.
Na de dood in 1329 van Robert I probeerde Edward Balliol, zoon van John Balliol, tevergeefs koning van Schotland te worden.

### Huwelijk en kinderen
John huwde rond 9 februari 1281 met Isabella de Warenne, dochter van John de Warenne, 6e graaf van Surrey. Haar moeder was Alice de Lusignan, dochter van Hugo X van Lusignan en Isabella van Angoulême, de jonge weduwe van koning John van Engeland, wat Isabella een nicht maakte van de daarna regerende koning Hendrik III van Engeland. Balliol was dan ook nog eens de zwager van John Comyn, die vermoord werd door Robert de Bruce in februari 1306 in Dumfries.
Het staat vast dat John en Isabella zeker één kind hadden:
- Edward Balliol, de Schotse troonpretendent, zonder gekende relaties of erfgenamen.

Er worden echter nog andere kinderen als mogelijk nageslacht gelinkt aan dit koppel:
- Henry de Balliol, werd gedood tijdens de 'Slag bij Annan' op 16 december 1332, zonder nageslacht.
- Agnes (of Maud of Anne) Balliol, gehuwd met Bryan FitzAlan, heer Fitzalan en later baron van Bedale. Ze waren ouders van Agnes Fitzalan, die met Sir Gilbert Stapleton (1291-1324) huwde.
- Margretha Balliol, stierf ongehuwd.

## Voorouders
| Voorouders van John Balliol | Voorouders van John Balliol                                                            | Voorouders van John Balliol                                                            | Voorouders van John Balliol                                                            | Voorouders van John Balliol                                                            | Voorouders van John Balliol                                                            | Voorouders van John Balliol                                                            | Voorouders van John Balliol                                                            | Voorouders van John Balliol                                                            |
| --------------------------- | -------------------------------------------------------------------------------------- | -------------------------------------------------------------------------------------- | -------------------------------------------------------------------------------------- | -------------------------------------------------------------------------------------- | -------------------------------------------------------------------------------------- | -------------------------------------------------------------------------------------- | -------------------------------------------------------------------------------------- | -------------------------------------------------------------------------------------- |
| Overgrootouders             | Eustace de Balliol (-1209) ∞ ? (-)                                                     | Eustace de Balliol (-1209) ∞ ? (-)                                                     | Aléaume de Fontaines (-) ∞ ? (-)                                                       | Aléaume de Fontaines (-) ∞ ? (-)                                                       | Roland van Galloway (-1200) ∞ Helen de Morville (-1217)                                | Roland van Galloway (-1200) ∞ Helen de Morville (-1217)                                | David, heer van Huntingdon (1144-1219) ∞ Matilda van Chester (1171-1233)               | David, heer van Huntingdon (1144-1219) ∞ Matilda van Chester (1171-1233)               |
| Grootouders                 | Hugh van Balliol (-1229) ∞ Cecily de Fontaines (-)                                     | Hugh van Balliol (-1229) ∞ Cecily de Fontaines (-)                                     | Hugh van Balliol (-1229) ∞ Cecily de Fontaines (-)                                     | Hugh van Balliol (-1229) ∞ Cecily de Fontaines (-)                                     | Alan van Galloway (1199-1234) ∞ Margaret van Huntingdon (1194-1223)                    | Alan van Galloway (1199-1234) ∞ Margaret van Huntingdon (1194-1223)                    | Alan van Galloway (1199-1234) ∞ Margaret van Huntingdon (1194-1223)                    | Alan van Galloway (1199-1234) ∞ Margaret van Huntingdon (1194-1223)                    |
| Ouders                      | John Balliol, vijfde baron van Balliol (-1309) ∞ Dervorguilla van Galloway (1210-1290) | John Balliol, vijfde baron van Balliol (-1309) ∞ Dervorguilla van Galloway (1210-1290) | John Balliol, vijfde baron van Balliol (-1309) ∞ Dervorguilla van Galloway (1210-1290) | John Balliol, vijfde baron van Balliol (-1309) ∞ Dervorguilla van Galloway (1210-1290) | John Balliol, vijfde baron van Balliol (-1309) ∞ Dervorguilla van Galloway (1210-1290) | John Balliol, vijfde baron van Balliol (-1309) ∞ Dervorguilla van Galloway (1210-1290) | John Balliol, vijfde baron van Balliol (-1309) ∞ Dervorguilla van Galloway (1210-1290) | John Balliol, vijfde baron van Balliol (-1309) ∞ Dervorguilla van Galloway (1210-1290) |
| John Balliol (1240-1314)    |                                                                                        |                                                                                        |                                                                                        |                                                                                        |                                                                                        |                                                                                        |                                                                                        |                                                                                        |